# 帕哈尔普尔
帕哈尔普尔（Paharpur），是印度比哈尔邦Gaya县的一个城镇。总人口5758（2001年）。

## 人口
该地2001年总人口5758人，其中男性3915人，女性1843人；0—6岁人口723人，其中男356人，女367人；识字率77.84%，其中男性为84.34%，女性为64.03%。